# 주영
주영(본명: 김주영, 1991년 3월 9일 ~ )은 대한민국의 가수 겸 싱어송라이터이며, 소속사는 Sphere다.

## 음반 목록
- 2010년 디지털 싱글 《그대와 같아 (Same As You)》
- 2010년 EP 《From Me To you》
- 2013년 디지털 싱글 《Popstar (팝스타)》
- 2014년 디지털 싱글 《지워》
- 2015년 디지털 싱글 《3》
- 2015년 디지털 싱글 《너를 그리다》
- 2015년 디지털 싱글 《Love Line》
- 2016년 디지털 싱글 《요리 좀 해요》
- 2018년 EP 《Fountain》
- 2018년 기름진 멜로 OST Part.4 《매일매일 그리울거야》
- 2018년 디지털 싱글 《PRADA》
- 2018년 디지털 싱글 《N/A》
- 2023년 디지털 싱글 《My Soles Worn Out》
- 2023년 디지털 싱글 《Misfits Sunday》
- 2023년 디지털 싱글 《As I Am》
- 2023년 디지털 싱글 《Be》
- 2024년 정규 앨범 《Sphere》

## 참여
- 2012년 김진표 JP6 《 가지말걸 그랬어 (Feat.주영) 》
- 2012년 이루펀트 APOLLO 《 물병자리 (Feat.주영) 》
- 2014년 스타쉽플래닛 스타쉽플래닛 Starship Planet 2014 《 Love Is You 》
- 2015년 노머시N.MERCY (노머시) Part 3 《0 (YOUNG) (Feat. 노머시)》
- 2015년 매드 클라운 Piece of mine 《 콩 (Hide And Seek) (Feat.주영) 》
- 2017년 프라이머리 신인류 《 Baby (Feat.주영) 》

## 방송 활동
- [2018년] [M.net] 브레이커스 (BREAKERS)
- 2018년 MBC 미스터리 음악쇼 복면가왕 - 엄마, 가왕하게 500원만! 500원 앞면 <참가자>